# HD112501
HD112501 — хімічно пекулярна зоря спектрального класу A3, що має видиму зоряну величину в смузі V приблизно  7,0.
Вона  розташована на відстані близько 1208,0 світлових років від Сонця.